# Saison 2023-2024 de la LNH
Saison précédente Saison suivante
La saison 2023-2024 est la 106e saison de la Ligue nationale de hockey (LNH). La saison régulière voit 32 équipes jouer 82 matchs chacune ; elle commence le 10 octobre 2023 et se termine le 18 avril 2024 pour laisser place aux séries éliminatoires.

## Contexte
La saison débute par 3 rencontres, le 10 octobre 2023. Les Golden Knights de Vegas peuvent hisser leur bannière de champion de la saison précédente, lors d'un affrontement face au Kraken de Seattle. Le 29 octobre 2023 a lieu la Classique héritage, où les Flames de Calgary affrontent les Oilers d'Edmonton au Stade du Commonwealth. Il s'agit du 20e anniversaire de la création de cet événement. Le 10 novembre 2023 dans le cadre des intronisations au Temple de la renommée du hockey, les Maple Leafs de Toronto vont recevoir les Flames de Calgary. La Série globale a lieu du 16 novembre 2023 au 19 novembre 2023 au Avicii Arena de Stockholm. Les Red Wings de Détroit, le Wild du Minnesota, les Sénateurs d'Ottawa et les Maple Leafs de Toronto y disputent 4 parties. La Classique hivernale voit le Kraken de Seattle affronter les Golden Kinghts de Vegas au T-Mobile Park de Seattle le 1er janvier 2024. Le Match des étoiles se déroule à Toronto au Scotiabank Arena, domicile des Maple Leafs de Toronto, le 3 février 2023. La Série des stades a lieu le 17 février 2023 et le 18 février 2023 au MetLife Stadium d'East Rutherford et oppose les Flyers de Philadelphie aux Devils du New Jersey et les Rangers de New York aux Islanders de New York.

## Saison régulière

### Déroulement

#### Octobre
Le premier jour de la saison se disputent trois duels : le premier entre le vainqueur de trois des quatre dernières coupes Stanley, le Lightning de Tampa Bay et les Predators de Nashville ; le second permet de voir le premier engagement de Connor Bedard, face à Sidney Crosby dans une rencontre entre les Penguins de Pittsburgh et les Blackhawks de Chicago ; le dernier affrontement est entre les deux dernières équipes arrivée dans la LNH, les Golden Knights de Vegas, récent champion de la coupe Stanley, et le Kraken de Seattle.
Le 29 octobre 2023 a lieu la Classique héritage au Stade du Commonwealth. Les deux protagonistes sont les Flames de Calgary et les Oilers d'Edmonton. McDavid effectue un retour au jeu, ne voulant pas louper la Bataille de l'Alberta. Les Oilers remportent le match sur la marque de 5 à 2, devant plus de 55 000 spectateurs
Au terme du mois d'octobre, les Golden Knights sont premiers avec 19 points en 10 matchs, suivi des Bruins de Boston qui ont 17 points en 9 rencontres et des Rangers de New York qui ont 14 points en 9 parties. Au fond du classement, on retrouve les Sharks de San José avec seulement un point en 9 matchs, ainsi que les Oilers et les Flames qui obtiennent 5 points sur ce mois. En tête du classement par points, ont retrouvent : Jack Hughes des Devils du New Jersey (18), Elias Pettersson des Canucks de Vancouver (16), Artemi Panarine des Rangers de New York et Dylan Larkin des Red Wings de Détroit (15 chacun). Les gardiens comptabilisant le plus de victoires sont : Aleksandr Gueorguiev de l'Avalanche du Colorado (6), Adin Hill des Golden Knights et Igor Chestiorkine des Rangers (5 chacun). Les recrues ayant le plus de points sont : Ridly Greig des Sénateurs d'Ottawa (7 points), Connor Bedard, Bobby Brink des Flyers de Philadelphie, Pavel Mintioukov des Ducks d'Anaheim, Luke Hughes des Devils du New Jersey et Logan Cooley des Coyotes de l'Arizona (tous avec 6 points). Les trois étoiles du moins sont Jack Hughes, Elias Pettersson et David Pastrňák des Bruins de Boston. Ayant obtenu 4 victoires en 5 matchs, Lukáš Dostál des Ducks est sacré meilleure recrue du mois.

### Classements
Dans chaque association, les trois premières équipes de chaque division et les deux meilleures équipes restantes de l'association sont qualifiées pour les séries éliminatoires.

#### Association de l'Est
| Clt | Équipe                 | PJ | V  | D  | DP | DF | BP  | BC  | Pts |
| --- | ---------------------- | -- | -- | -- | -- | -- | --- | --- | --- |
| 1   | Panthers de la Floride | 82 | 52 | 24 | 4  | 2  | 268 | 200 | 110 |
| 2   | Bruins de Boston       | 82 | 47 | 20 | 12 | 3  | 267 | 224 | 109 |
| 3   | Maple Leafs de Toronto | 82 | 46 | 26 | 8  | 2  | 303 | 263 | 102 |

| Clt | Équipe                    | PJ | V  | D  | DP | DF | BP  | BC  | Pts |
| --- | ------------------------- | -- | -- | -- | -- | -- | --- | --- | --- |
| 1   | Rangers de New York       | 82 | 55 | 23 | 1  | 3  | 282 | 229 | 114 |
| 2   | Hurricanes de la Caroline | 82 | 52 | 23 | 2  | 5  | 279 | 216 | 111 |
| 3   | Islanders de New York     | 82 | 39 | 27 | 11 | 5  | 246 | 263 | 94  |

| Clt | Équipe                   | Division       | PJ | V  | D  | DP | DF | BP  | BC  | Pts |
| --- | ------------------------ | -------------- | -- | -- | -- | -- | -- | --- | --- | --- |
| 7   | Lightning de Tampa Bay   | Atlantique     | 82 | 45 | 29 | 7  | 1  | 291 | 268 | 98  |
| 8   | Capitals de Washington   | Métropolitaine | 82 | 40 | 31 | 6  | 5  | 220 | 257 | 91  |
| 9   | Red Wings de Détroit     | Atlantique     | 82 | 41 | 32 | 8  | 1  | 278 | 274 | 91  |
| 10  | Penguins de Pittsburgh   | Métropolitaine | 82 | 38 | 32 | 9  | 3  | 255 | 251 | 88  |
| 11  | Flyers de Philadelphie   | Métropolitaine | 82 | 38 | 33 | 8  | 3  | 235 | 261 | 87  |
| 12  | Sabres de Buffalo        | Atlantique     | 82 | 39 | 37 | 5  | 1  | 246 | 244 | 84  |
| 13  | Devils du New Jersey     | Métropolitaine | 82 | 38 | 39 | 3  | 2  | 264 | 283 | 81  |
| 14  | Sénateurs d'Ottawa       | Atlantique     | 82 | 37 | 41 | 4  | 0  | 255 | 281 | 78  |
| 15  | Canadiens de Montréal    | Atlantique     | 82 | 30 | 36 | 8  | 8  | 236 | 289 | 76  |
| 16  | Blue Jackets de Columbus | Métropolitaine | 82 | 27 | 43 | 10 | 2  | 237 | 300 | 66  |

- En gras et en italique : vainqueur de division
- En gras : qualifié pour les séries
- En italique : repêchée en tant que 7e ou 8e de l'association

#### Association de l'Ouest
| Clt | Équipe                | PJ | V  | D  | DP | DF | BP  | BC  | Pts |
| --- | --------------------- | -- | -- | -- | -- | -- | --- | --- | --- |
| 1   | Stars de Dallas       | 82 | 52 | 21 | 7  | 2  | 298 | 234 | 113 |
| 2   | Jets de Winnipeg      | 82 | 52 | 24 | 5  | 1  | 259 | 199 | 110 |
| 3   | Avalanche du Colorado | 82 | 50 | 25 | 5  | 2  | 304 | 254 | 107 |

| Clt | Équipe               | PJ | V  | D  | DP | DF | BP  | BC  | Pts |
| --- | -------------------- | -- | -- | -- | -- | -- | --- | --- | --- |
| 1   | Canucks de Vancouver | 82 | 50 | 23 | 7  | 2  | 279 | 223 | 109 |
| 2   | Oilers d'Edmonton    | 82 | 49 | 27 | 5  | 1  | 294 | 237 | 104 |
| 3   | Kings de Los Angeles | 82 | 44 | 27 | 6  | 5  | 256 | 215 | 99  |

| Clt | Équipe                  | Division  | PJ | V  | D  | DP | DF | BP  | BC  | Pts |
| --- | ----------------------- | --------- | -- | -- | -- | -- | -- | --- | --- | --- |
| 7   | Predators de Nashville  | Centrale  | 82 | 47 | 30 | 5  | 0  | 269 | 248 | 99  |
| 8   | Golden Knights de Vegas | Pacifique | 82 | 45 | 29 | 6  | 2  | 267 | 245 | 98  |
| 9   | Blues de Saint-Louis    | Centrale  | 82 | 43 | 33 | 4  | 2  | 239 | 250 | 92  |
| 10  | Wild du Minnesota       | Centrale  | 82 | 39 | 33 | 7  | 3  | 251 | 263 | 87  |
| 11  | Flames de Calgary       | Pacifique | 82 | 38 | 39 | 1  | 4  | 253 | 271 | 81  |
| 12  | Kraken de Seattle       | Pacifique | 82 | 34 | 35 | 9  | 4  | 217 | 236 | 81  |
| 13  | Coyotes de l'Arizona    | Centrale  | 82 | 36 | 41 | 5  | 0  | 256 | 274 | 77  |
| 14  | Ducks d'Anaheim         | Pacifique | 82 | 27 | 50 | 3  | 2  | 204 | 295 | 59  |
| 15  | Blackhawks de Chicago   | Centrale  | 82 | 23 | 53 | 5  | 1  | 179 | 290 | 52  |
| 16  | Sharks de San José      | Pacifique | 82 | 19 | 54 | 4  | 5  | 181 | 331 | 47  |

- En gras et en italique : vainqueur de division
- En gras : qualifié pour les séries
- En italique : repêchée en tant que 7e ou 8e de l'association

### Statistiques

#### Meilleurs pointeurs
Pour la deuxième fois de sa carrière, Nikita Koutcherov remporte le Trophée Art-Ross en tant que meilleur pointeur de la saison. Il termine ainsi avec 144 points dont 100 mentions d'assistance. Il est à égalité dans ce chapitre avec Connor McDavid, les deux joueurs étant les 4e et 5e joueur de l'histoire de la LNH à réaliser 100 passes et plus au cours d'une saison.
| Joueur            | Équipe                 | PJ | B  | A   | Pts | +/- | Pun |
| ----------------- | ---------------------- | -- | -- | --- | --- | --- | --- |
| Nikita Koutcherov | Lightning de Tampa Bay | 81 | 44 | 100 | 144 | +8  | 22  |
| Nathan MacKinnon  | Avalanche du Colorado  | 82 | 51 | 89  | 140 | +35 | 42  |
| Connor McDavid    | Oilers d'Edmonton      | 76 | 32 | 100 | 132 | +35 | 30  |
| Artemi Panarine   | Rangers de New York    | 82 | 49 | 71  | 120 | +18 | 24  |
| David Pastrňák    | Bruins de Boston       | 82 | 47 | 63  | 110 | +21 | 47  |
| Auston Matthews   | Maple Leafs de Toronto | 81 | 69 | 38  | 107 | +31 | 20  |
| Leon Draisaitl    | Oilers d'Edmonton      | 81 | 41 | 65  | 106 | +26 | 76  |
| Mikko Rantanen    | Avalanche du Colorado  | 80 | 42 | 62  | 104 | +19 | 50  |
| J. T. Miller      | Canucks de Vancouver   | 81 | 37 | 66  | 103 | +32 | 58  |
| William Nylander  | Maple Leafs de Toronto | 82 | 40 | 58  | 98  | +1  | 24  |

## Séries éliminatoires
Les trois meilleures équipes de chaque division sont qualifiées ainsi que les équipes classées aux 7e et 8e places de chaque association, sans distinction de division. La meilleure équipe de chaque association rencontre la 8e et la première équipe de l'autre division rencontre la 7e. Les équipes classées aux 2e et 3e places de chaque division se rencontrent dans la partie de tableau où se situe le champion de leur division. Toutes les séries sont jouées au meilleur des sept matchs. Les deux premiers matchs sont joués chez l'équipe la mieux classée à l'issue de la saison puis les deux suivants sont joués chez l'autre équipe. Si une cinquième, une sixième voire une septième rencontre sont nécessaires, elles sont jouées alternativement chez les deux équipes en commençant par la mieux classée.

### Tableau récapitulatif
|  | Quarts de finale d'association | Quarts de finale d'association | Quarts de finale d'association | Quarts de finale d'association |    |           | Demi-finales d'association | Demi-finales d'association | Demi-finales d'association | Demi-finales d'association |  |  | Finales d'association | Finales d'association | Finales d'association | Finales d'association |  |  | Finale de la Coupe Stanley | Finale de la Coupe Stanley | Finale de la Coupe Stanley | Finale de la Coupe Stanley |
|  |                                |                                |                                |                                |    |           |                            |                            |                            |                            |  |  |                       |                       |                       |                       |  |  |                            |                            |                            |                            |
|  |                                |                                |                                |                                |    |           |                            |                            |                            |                            |  |  |                       |                       |                       |                       |  |  |                            |                            |                            |                            |
|  | A1                             | Floride                        | 4                              | 4                              |    |           |                            |                            |                            |                            |  |  |                       |                       |                       |                       |  |  |                            |                            |                            |                            |
|  | A1                             | Floride                        | 4                              | 4                              |    |           |                            |                            |                            |                            |  |  |                       |                       |                       |                       |  |  |                            |                            |                            |                            |
|  | E7                             | Tampa Bay                      | 1                              | 1                              |    |           |                            |                            |                            |                            |  |  |                       |                       |                       |                       |  |  |                            |                            |                            |                            |
|  | E7                             | Tampa Bay                      | 1                              | 1                              | A1 | Floride   | 4                          | 4                          |                            |                            |  |  |                       |                       |                       |                       |  |  |                            |                            |                            |                            |
|  |                                |                                |                                |                                | A1 | Floride   | 4                          | 4                          |                            |                            |  |  |                       |                       |                       |                       |  |  |                            |                            |                            |                            |
|  |                                |                                | A2                             | Boston                         | 2  | 2         |                            |                            |                            |                            |  |  |                       |                       |                       |                       |  |  |                            |                            |                            |                            |
|  | A2                             | Boston                         | A2                             | Boston                         | 2  | 2         | 4                          | 4                          |                            |                            |  |  |                       |                       |                       |                       |  |  |                            |                            |                            |                            |
|  | A2                             | Boston                         |                                |                                |    |           |                            | 4                          |                            |                            |  |  |                       |                       |                       |                       |  |  |                            |                            |                            |                            |
|  | A3                             | Toronto                        | 3                              | 3                              |    |           |                            |                            |                            |                            |  |  |                       |                       |                       |                       |  |  |                            |                            |                            |                            |
|  | A3                             | Toronto                        | 3                              | 3                              | A1 | Floride   | 4                          | 4                          |                            |                            |  |  |                       |                       |                       |                       |  |  |                            |                            |                            |                            |
|  |                                |                                |                                |                                | A1 | Floride   | 4                          | 4                          |                            |                            |  |  |                       |                       |                       |                       |  |  |                            |                            |                            |                            |
|  |                                |                                | M1                             | New York                       | 2  | 2         |                            |                            |                            |                            |  |  |                       |                       |                       |                       |  |  |                            |                            |                            |                            |
|  | M1                             | Rangers de New York            | M1                             | New York                       | 2  | 2         | 4                          | 4                          |                            |                            |  |  |                       |                       |                       |                       |  |  |                            |                            |                            |                            |
|  | M1                             | Rangers de New York            |                                |                                |    |           |                            | 4                          |                            |                            |  |  |                       |                       |                       |                       |  |  |                            |                            |                            |                            |
|  | E8                             | Washington                     | 0                              | 0                              |    |           |                            |                            |                            |                            |  |  |                       |                       |                       |                       |  |  |                            |                            |                            |                            |
|  | E8                             | Washington                     | 0                              | 0                              | M1 | New York  | 4                          | 4                          |                            |                            |  |  |                       |                       |                       |                       |  |  |                            |                            |                            |                            |
|  |                                |                                |                                |                                | M1 | New York  | 4                          | 4                          |                            |                            |  |  |                       |                       |                       |                       |  |  |                            |                            |                            |                            |
|  |                                |                                | M2                             | Caroline                       | 2  | 2         |                            |                            |                            |                            |  |  |                       |                       |                       |                       |  |  |                            |                            |                            |                            |
|  | M2                             | Caroline                       | M2                             | Caroline                       | 2  | 2         | 4                          | 4                          |                            |                            |  |  |                       |                       |                       |                       |  |  |                            |                            |                            |                            |
|  | M2                             | Caroline                       |                                |                                |    |           |                            | 4                          |                            |                            |  |  |                       |                       |                       |                       |  |  |                            |                            |                            |                            |
|  | M3                             | Islanders de New York          | 1                              | 1                              |    |           |                            |                            |                            |                            |  |  |                       |                       |                       |                       |  |  |                            |                            |                            |                            |
|  | M3                             | Islanders de New York          | 1                              | 1                              | A1 | Floride   | 4                          | 4                          |                            |                            |  |  |                       |                       |                       |                       |  |  |                            |                            |                            |                            |
|  |                                |                                |                                |                                | A1 | Floride   | 4                          | 4                          |                            |                            |  |  |                       |                       |                       |                       |  |  |                            |                            |                            |                            |
|  |                                |                                | P2                             | Edmonton                       | 3  | 3         |                            |                            |                            |                            |  |  |                       |                       |                       |                       |  |  |                            |                            |                            |                            |
|  | C1                             | Dallas                         | P2                             | Edmonton                       | 3  | 3         | 4                          | 4                          |                            |                            |  |  |                       |                       |                       |                       |  |  |                            |                            |                            |                            |
|  | C1                             | Dallas                         |                                |                                |    |           |                            | 4                          |                            |                            |  |  |                       |                       |                       |                       |  |  |                            |                            |                            |                            |
|  | E8                             | Vegas                          | 3                              | 3                              |    |           |                            |                            |                            |                            |  |  |                       |                       |                       |                       |  |  |                            |                            |                            |                            |
|  | E8                             | Vegas                          | 3                              | 3                              | C1 | Dallas    | 4                          | 4                          |                            |                            |  |  |                       |                       |                       |                       |  |  |                            |                            |                            |                            |
|  |                                |                                |                                |                                | C1 | Dallas    | 4                          | 4                          |                            |                            |  |  |                       |                       |                       |                       |  |  |                            |                            |                            |                            |
|  |                                |                                | C3                             | Colorado                       | 2  | 2         |                            |                            |                            |                            |  |  |                       |                       |                       |                       |  |  |                            |                            |                            |                            |
|  | C2                             | Winnipeg                       | C3                             | Colorado                       | 2  | 2         | 1                          | 1                          |                            |                            |  |  |                       |                       |                       |                       |  |  |                            |                            |                            |                            |
|  | C2                             | Winnipeg                       |                                |                                |    |           |                            | 1                          |                            |                            |  |  |                       |                       |                       |                       |  |  |                            |                            |                            |                            |
|  | C3                             | Colorado                       | 4                              | 4                              |    |           |                            |                            |                            |                            |  |  |                       |                       |                       |                       |  |  |                            |                            |                            |                            |
|  | C3                             | Colorado                       | 4                              | 4                              | C1 | Dallas    | 2                          | 2                          |                            |                            |  |  |                       |                       |                       |                       |  |  |                            |                            |                            |                            |
|  |                                |                                |                                |                                | C1 | Dallas    | 2                          | 2                          |                            |                            |  |  |                       |                       |                       |                       |  |  |                            |                            |                            |                            |
|  |                                |                                | P2                             | Edmonton                       | 4  | 4         |                            |                            |                            |                            |  |  |                       |                       |                       |                       |  |  |                            |                            |                            |                            |
|  | P1                             | Vancouver                      | P2                             | Edmonton                       | 4  | 4         | 4                          | 4                          |                            |                            |  |  |                       |                       |                       |                       |  |  |                            |                            |                            |                            |
|  | P1                             | Vancouver                      |                                |                                |    |           |                            | 4                          |                            |                            |  |  |                       |                       |                       |                       |  |  |                            |                            |                            |                            |
|  | E7                             | Nashville                      | 2                              | 2                              |    |           |                            |                            |                            |                            |  |  |                       |                       |                       |                       |  |  |                            |                            |                            |                            |
|  | E7                             | Nashville                      | 2                              | 2                              | P1 | Vancouver | 3                          | 3                          |                            |                            |  |  |                       |                       |                       |                       |  |  |                            |                            |                            |                            |
|  |                                |                                |                                |                                | P1 | Vancouver | 3                          | 3                          |                            |                            |  |  |                       |                       |                       |                       |  |  |                            |                            |                            |                            |
|  |                                |                                | P2                             | Edmonton                       | 4  | 4         |                            |                            |                            |                            |  |  |                       |                       |                       |                       |  |  |                            |                            |                            |                            |
|  | P2                             | Edmonton                       | P2                             | Edmonton                       | 4  | 4         | 4                          | 4                          |                            |                            |  |  |                       |                       |                       |                       |  |  |                            |                            |                            |                            |
|  | P2                             | Edmonton                       |                                |                                |    |           |                            | 4                          |                            |                            |  |  |                       |                       |                       |                       |  |  |                            |                            |                            |                            |
|  | P3                             | Los Angeles                    | 1                              | 1                              |    |           |                            |                            |                            |                            |  |  |                       |                       |                       |                       |  |  |                            |                            |                            |                            |
|  | P3                             | Los Angeles                    | 1                              | 1                              |    |           |                            |                            |                            |                            |  |  |                       |                       |                       |                       |  |  |                            |                            |                            |                            |
|  |                                |                                |                                |                                |    |           |                            |                            |                            |                            |  |  |                       |                       |                       |                       |  |  |                            |                            |                            |                            |

## Récompenses

### Trophées
| Trophée                                                                                     | Vainqueur                                  | Finalistes                                                                          |
| ------------------------------------------------------------------------------------------- | ------------------------------------------ | ----------------------------------------------------------------------------------- |
| Trophée William-M.-Jennings Gardiens de l'équipe ayant accordé le moins de buts             | Connor Hellebuyck (Jets de Winnipeg)       | -                                                                                   |
| Trophée Maurice-Richard Meilleur buteur de la saison                                        | Auston Matthews (Maple Leafs de Toronto)   | -                                                                                   |
| Trophée Art-Ross Meilleur pointeur de la saison                                             | Nikita Koutcherov (Lightning de Tampa Bay) | -                                                                                   |
| Trophée Lady Byng Joueur avec le meilleur esprit sportif                                    | Jaccob Slavin (Hurricanes de la Caroline)  | Auston Matthews (Maple Leafs de Toronto) Elias Pettersson (Canucks de Vancouver)    |
| Trophée Calder Meilleur joueur recrue                                                       | Connor Bedard (Blackhawks de Chicago)      | Brock Faber (Wild du Minnesota) Luke Hughes (Devils du New Jersey)                  |
| Trophée Frank-J.-Selke Meilleur attaquant défensif                                          | Aleksander Barkov (Panthers de la Floride) | Auston Matthews (Maple Leafs de Toronto) Jordan Staal (Hurricanes de la Caroline)   |
| Trophée Vézina Meilleur gardien de but                                                      | Connor Hellebuyck (Jets de Winnipeg)       | Sergueï Bobrovski (Panthers de la Floride) Thatcher Demko (Canucks de Vancouver)    |
| Trophée James-Norris Meilleur défenseur                                                     | Quinton Hughes (Canucks de Vancouver)      | Roman Josi (Predators de Nashville) Cale Makar (Avalanche du Colorado)              |
| Trophée Mark-Messier Joueur au plus grand leadership                                        | Jacob Trouba (Rangers de New York)         | -                                                                                   |
| Trophée Bill-Masterton Joueur avec le plus de qualités de persévérance et d'esprit d'équipe | Connor Ingram (en) (Coyotes de l'Arizona)  | Frederik Andersen (Hurricanes de la Caroline) Oliver Kylington (Flames de Calgary)  |
| Trophée Hart Meilleur joueur selon les journalistes                                         | Nathan MacKinnon (Avalanche du Colorado)   | Nikita Koutcherov (Lightning de Tampa Bay) Connor McDavid (Oilers d'Edmonton)       |
| Trophée Ted-Lindsay Meilleur joueur selon les joueurs                                       | Nathan MacKinnon (Avalanche du Colorado)   | Nikita Koutcherov (Lightning de Tampa Bay) Auston Matthews (Maple Leafs de Toronto) |
| Trophée Jack-Adams Meilleur entraîneur                                                      | Richard Tocchet (Canucks de Vancouver)     | Richard Bowness (Jets de Winnipeg) Andrew Brunette (Predators de Nashville)         |
| Trophée Jim-Gregory Meilleur directeur général                                              | James Nill (Stars de Dallas)               | Patrik Allvin (Canucks de Vancouver) William Zito (Panthers de la Floride)          |
| Trophée Conn-Smythe Meilleur joueur des séries                                              | Connor McDavid (Oilers d'Edmonton)         | -                                                                                   |
| Trophée King-Clancy Contribution à la communauté                                            | Anders Lee (Islanders de New York)         | -                                                                                   |
| Trophée Lester-Patrick Services rendus au hockey aux États-Unis                             | Samuel Rosenblum (en)                      | -                                                                                   |

| Trophée                                                                                         | Équipe                 |
| ----------------------------------------------------------------------------------------------- | ---------------------- |
| Trophée des présidents Équipe de la saison régulière avec le plus de points                     | Rangers de New York    |
| Trophée Prince de Galles Vainqueur de la finale de l'association de l'Est lors des séries       | Panthers de la Floride |
| Trophée Clarence-S.-Campbell Vainqueur de la finale de l'association de l'Ouest lors des séries | Oilers d'Edmonton      |
| Coupe Stanley Vainqueur des séries                                                              | Panthers de la Floride |